# 니콜로 마키아벨리

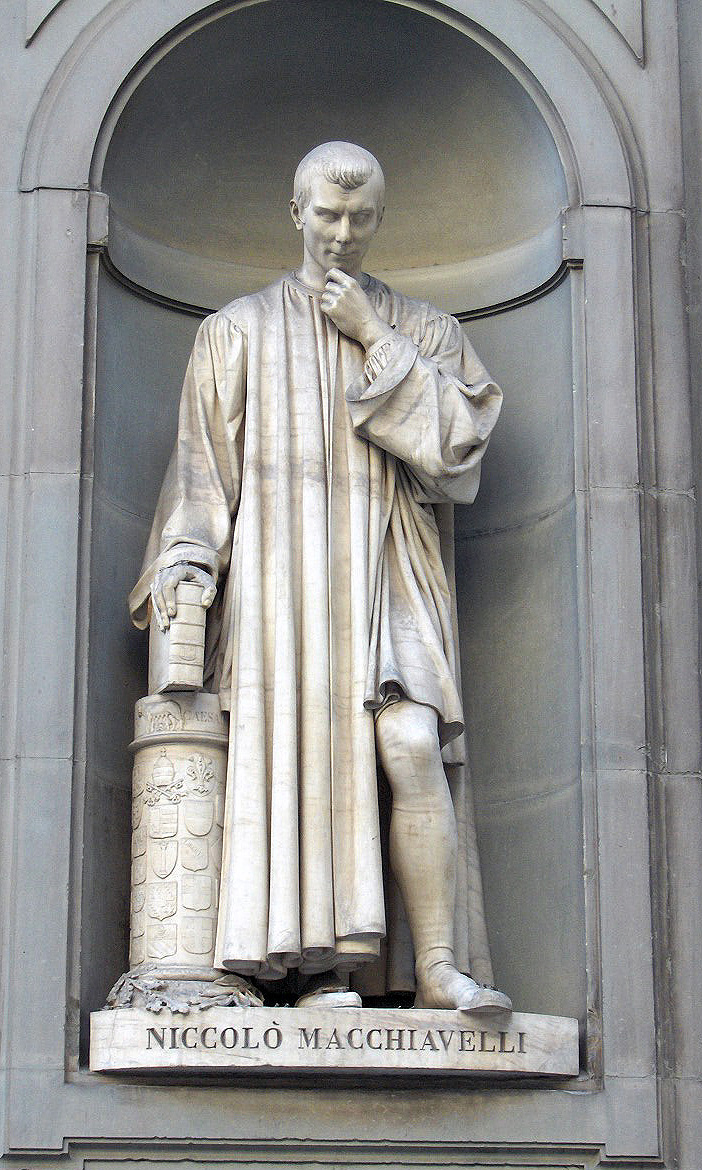
마키아벨리의 동상

니콜로 마키아벨리(이탈리아어: Niccolò Machiavelli, 1469년 5월 3일 ~ 1527년 6월 21일)는 르네상스 시대 이탈리아의 사상가, 정치철학자다. 그는 레오나르도 다 빈치와 함께 르네상스인의 전형으로 알려져 있다.

## 생애
이탈리아의 도시국가 피렌체에서 베르나르도 디 니콜로 마키아벨리의 아들로 태어났다. 1494년에 메디치 가문이 몰락할 무렵 공직에 입신하여 피렌체의 공화국 10인 위원회의 서기장이 되었으며, 외교 사절로서 신성 로마 제국 등 여러 외국 군주에게 사절로 파견되면서 독자적인 정치적 견해를 구축하였다. 그는 1498년부터 1512년까지 피렌체 공화국 제2서기국의 서기장을 역임했다.외교와 군사 방면에서 크게 활약하였으나, 1512년 스페인의 침공으로 피렌체 공화정이 무너지고 메디치 가문이 피렌체의 지배권을 회복하면서 공직에서 추방되어 독서와 글을 쓰며 지냈다. 이때 그는 메디치가의 군주에게 바치는 〈군주론〉을 저술한 것으로 여겨진다. 1513년 발표한 이 <군주론>에서 위대한 군주와 강한 군대, 풍부한 재정이 국가를 번영하게 하는 것이고, 국가의 이익을 위해서 군주는 어떠한 수단을 취하더라도 허용되어야 하며, 국가의 행동에는 종교 및 도덕의 요소를 첨가할 것이 아니라는 마키아벨리즘을 발표하였다. 이러한 그의 정치사상은 일찍부터 격렬한 논쟁을 불러 일으켰다.
1502년 마키아벨리는 르네상스 시절 거장인 레오나르도 다 빈치와 만났다. 그는 당시 피렌체에서 로마냐로 파견한 외교사절로 이몰라에 있었는데 성채 설계를 위해 이곳으로 온 다빈치와 만났다. 그해 긴 겨울동안 다빈치와 마키아벨리, 그리고 체사레 보르자는 많은 대화를 나누었지만, 그에 대한 기록이 없다. 하지만 이후에도 다빈치와 우호적인 관계를 유지했다.
1513년에는 메디치 군주정에 대한 반란 음모에 가담한 혐의로 투옥되어 고문을 당했다. 같은 해 3월 피렌체의 메디치 가문 출신에 조반니 추기경이 교황(레오 10세)로 선출되자 교황특사로 석방되었다. 이때부터 그는 코시모 루첼라이라는 공화주의파의 주도하에 이뤄진 '오리첼라리 정원의 모임'으로 알려진 피렌체 공화주의자의 모임에 참여하게 된다. 그의 로마사 논고는 바로 코시모 루첼라이에게 헌정되었다. 이 저작은 피렌체 공화주의의 가장 핵심적인 저작이며 로마 공화정을 비롯한 공화국들의 긍정적 역량을 최대한 조명하는 데 심혈을 기울이고 있다. 1527년 사망하였다. 당시 민간에서는 부활하고 1일을 살다 죽었다는 믿지 못할 전설이 있다.

## 정치철학
마키아벨리는 지도자가 성공을 거두기 위해서는 반드시 능력을 갖춰야 한다고 했다. 그래야 지도자가 기회를 인식하고 포착할 수 있으며 상대보다 생각이 앞서게 되고 그들과의 싸움에서 승리할 수 있다는 것이다. 운(運)은 모든 전략전 판단에서 중요한 역할을 차지한다. 예기치 못한 상황이 닥쳤을 때는 운 때문에 최대한 세밀하게 세운 계획이 완전히 뒤집어질 수도 있다. 그러나 역량 있는 지도자는 가능성이 기회로 변하는 때를 인식하고, 경쟁자나 상대방보다 더 빨리 반응하여 행운의 이점을 활용할 수 있다고 그는 말하고 있다. 그는 관대하고 자비로운 사람을 좋아하지 않았으며 그런 평판을 얻으려면 결국 자신이 가진 것을 탕진하게 되어 다른 사람들에게 오히려 증오를 받거나 무시를 당할 확률이 높다고 봤다. 또한 인간은 귀족이든 평민이든 이기적이고 사악한 존재로 심지어 가족보다도 재산 같은 자신의 이기적 욕망을 중시한다고 주장했다. 그래서 인간을 지나치게 저평가한 마키아벨리는 당시에도 많은 비판을 받았다. 그의 정치철학은 자신 같은 지식인들을 보호하기 위한 목적이 있었으며 그래서 그는 사실 귀족이든 시민이든 자신의 삶을 보장하는 존재라면 도덕 따위는 딱히 상관하지 않았다. 마키아벨리는 로마사 논고에서 기독교가 도덕팔이로 그가 바라는 이익과 애국심을 붕괴시켜서 로마를 망하게 했다고 비난했다. 
한편으론 고대 로마를 그렇게 자기식으로 해석하여 시민병들을 숭배하였고 당시 냉혹한 학살자들인 스위스 용병들을 동원해 이탈리아 용병들을 도륙하던 프랑스군이 징병제 덕분에 그러한 성공을 할 수 있었다고 주장했다. 그러나 마키아벨리의 시민병은 당시 한계 때문에 오히려 용병들을 이기기 힘들었다.

### 마키아벨리즘
“목적이 수단을 정당화한다” -
- 이 명제는 모든 목적이 아닌 정치적으로 좋은 목적을 절대적으로 전제하는 말이다. 공동체와 공공의 이익을 위해서만 권모술수의 정치도 통할 수 있다는 것이다. 그것은 좋은 목적을 실현하기 위해서는 좋은 수단만으로 충분하지 않기 때문이다.[6] :26 좋은 수단만으로는 결코 좋은 목적을 달성할 수 없다는 냉혹하고 정직한 현실 인식은 현실에 적용해도 틀린 것이 아니다.
- 민중의 뜻을 배반하고 헌법에 새겨진 주권재민의 원칙을 위반하면서까지 힘센 당이 악법들을 일방적으로 그것도 악한 방법으로 통과시키려 할 때 민중들은 좋은 방법으로 민의라는 좋은 목적을 지킬 수 없다. 때론 폭력으로라도 악법 통과를 저지할 수밖에 없을 것이다. 역사적으로도 평화적이고 좋은 방법으로 좋은 세상(목적)을 만들 수 있었다면 수많은 전쟁과 혁명은 일어나지 않았을 것이다.
- 이 말은 정치에 있어서만큼은 결과가 무척 중요하다는 의미로 해석할 수 있다. 철학에서 책임윤리라는 말이 있듯이 정치는 책임을 지는 것이고 책임은 결과로 판가름 난다. 백 가지를 잘해도 한 가지를 잘못하면 잘못될 수 있다. 일제강점기에 독립운동으로 생을 일관했으나 말년에 변절한 사람이 많았는데, 여지없이 친일분자로 분류된다. 정치는 나라의 존망이 걸린 것이기에 냉엄한 것이고 목적이 중시될 수밖에 없는 이유다.
- 이 격언이 문제가 있다면 좋은 목적, 즉 공공의 이익을 누가, 어떻게 결정할 수 있냐는 것이다. 오늘날 좋다, 나쁘다부터가 철학적으로도 쉽게 판단할 수 없을만큼 복잡하고 더군다나 최고선이 무엇인지는 오리무중이다. 절대윤리와 상대윤리가 혼재하고, 수단과 목적도 명쾌하게 분리되는 것이 아니다. 수단은 목적이 되고 목적은 그대로 수단이 될 때가 있는 것이다. 공(共)적 이익이 무엇인가를 놓고도 논쟁은 끊이지 않는다. 사회주의자와 자본주의자의 싸움이 아직도 계속 중인 이유다. 하지만 당대에는 비교적 단순한 사회여서 선, 악을 뚜렷하게 구분할 수 있었으므로 마키아벨리는 선각자라고 하는 사람도 있다.[6] :35

한편, 앤터리 패럴은 " 만일 마키아벨리즘에 비판과 의문이 제기된다면, 인간, 근대성 자체에 대한 의심부터 시작해야 한다. 이 한 가지만은 분명하기 때문이다. 마키아벨리를 공격한다 해도 근대성의 문제로부터 이 세계를 구할 수 없다."라고 함으로써 마키아벨리를 옹호했다.

## 명언
- 군주는 민중으로부터 사랑 받지 않아도 좋지만 원망 받지 말아야 한다. 이것은 시민들이 생명과 재산에 대한 위협 없이 안심하고 살 수 있게만 해준다면 얼마든지 가능하다.
- 군주는 여우와 사자를 겸비해야 한다. 사자는 스스로 함정을 막을 수 없고, 여우는 이리를 막을 수 없다. 따라서 함정의 단서를 알기 위해서는 여우가 되고, 이리를 도망가게 하기 위해서는 사자가 되지 않으면 안 된다.
- 나는 신중하기보다 과감한 편이 낫다고 단언한다. 왜냐하면 운명의 신은 여신이라 그녀에 대해 주도권을 쥐려면 난폭하게 다룰 필요가 있는 것이다. 운명은 차갑도록 냉정하게 다가오는 자보다 정복의 욕망을 노골적으로 드러내고 덤비는 자에게 기우는 모양이다. 운명은 여자와 닮아서 보다 격하고 보다 대담하게 여자를 지배하기 때문이다.
- 무장하지 않은 부자는 무장한 빈자의 먹이가 되고 만다.
- 세상에서 가장 무서운 것은 가난도 걱정도 병도 아니다. 그것은 생에 대한 권태이다.
- 올바른 모범을 보여주는 것은 무한한 자선보다 낫다.
- 운명은 우리의 행위의 절반을 지배하고 다른 절반을 우리들에게 양보한다.
- 운명이 우리 행위의 절반을 좌우하는 지도 모른다. 그러나 운명도 나머지 절반의 동향은 우리들 인간에게 맡겨놓은 것이 아닌가 하는 생각이 든다. 운명은 그 역량으로 방비되지 않은 곳에서 그 강대한 힘을 무자비하게 마음대로 휘두르기 때문이다.
- 이 세상에서 제일 무서운 것은 무엇인가? 그것은 빈곤도 걱정도 질병도 슬픔도 아니다. 다름 아닌 삶의 권태이다.
- 인간에게 덕과 부귀가 공존하는 경우는 드물다.
- 인간은 대체로 내용보다는 외모를 통해서 사람을 평가한다. 누구나 다 눈을 가지고 있지만 통찰력을 가진 사람은 드물다.
- 인간은 운명에 몸을 맡겨갈 수는 있지만 이에 항거할 수는 없다. 또한 인간은 운명이라는 실을 짤 수는 있지만 이것을 찢어 끊을 수는 없다.
- 인간은 태어나면서부터 허영심이 강하고, 타인의 성공을 질투하기 쉬우며, 자신의 이익 추구에 대해서는 무한정한 탐욕을 지닌 자다.
- 인간이란 것은 자기 자유의지로 스스로 자신에게 자초한 상처나 그 밖의 병은 타인의 손으로 가해진 것만큼 고통을 느끼지 않는다.
- 직함이 인간을 높이는 것이 아니라, 인간이 직함을 빛나게 한다.
- 통치자가 민중을 이끌려면 존경의 대상이 되거나 공포의 대상이 되어라. 존경을 받기 어렵거든 차라리 공포의 대상이 되라.
- 개인들 사이에서는 법률이나 계약서나 협정이 신의를 지키는 데 도움이 된다.
- 그러나 권력자들 사이에서는 오직 힘에 의해서만 신의가 지켜진다.
- 권력을 가진 사람이 누군가에게 최근에 베푼 은혜로 그자가 품었던 묵은 원한이 사라진다고 생각한다면, 그는 돌이킬 수 없는 과오를 범하게 된다.
- 인간이란 자기를 지켜주지 않거나 잘못을 바로잡을 힘이 없는 자에게는 충성을 바칠 수 없는 존재이다.
- 군주는 '짜다'는 평판을 두려워하지 말아야 한다. 왜냐하면 이 '악덕'은자기 금고를 바닥내는 일이 없고, 그렇다고 약탈자가 되지도 않으며, 또한 통치를 계속해나가는 데 필요한 '악덕'이기 때문이다.
- 인간이 하는 일은 무슨 일이고 처음부터 완전 무결할 수 없다. 처음에는 하찮은 결함으로 여겨지던 것에서 시간이 흐름에 따라 큰 문제가 싹트기 시작한다. 그래서 법률이건 제도건 언제나 현상에 맞는 손질이 필요한 것이다.
- 지도자 없는 군중은 아무 가치도 없는 존재나 다름없다.
- 무장한 예언자는 한결같이 승리하고, 무장하지 않은 예언자는 한결같이 패망한다. 왜냐하면 민중은 변덕이 심해서, 말로 하는 설득으로 따라오지 못할 때는 힘으로 따라오게 만들 필요가 있기 때문이다.
- 부정의는 있어도 질서 있는 국가와, 정의는 있어도 무질서한 국가 가운데 어느쪽을 택하겠느냐고 묻는다면 나는 전자를 택할 것이다.
- 민중은 선정만 베풀어주면 특별히 자유 같은 것을 바라거나 구하지도 않는다.
- 지도자가 없어서 통제되지 않는 군중만큼 무슨 짓을 할지 예측할 수 없는 무서운 존재도 없지만, 반면에 이것처럼 취약한 존재도 없다.
- 인간은 흔히 작은 새처럼 행동한다. 눈앞의 먹이에만 정신이 팔려 머리 위에서 매나 독수리가 내리덮치려고 하고 있는 것을 깨닫지 못하는 참새처럼 말이다.
- 누구나 실수하고 싶어서 실수하는 것은 아니다. 다만 갠 날에는 다음날 비가 온다는 생각을 하지 않을 뿐이이다.
- 전투를 벌일 대에 적을 속이는 것은 명예로운 행위이다.
- 명성에 빛나는 지도자들의 행위를 세밀히 검토해 보면 그들이 모두 운명으로부터는 기회밖에 얻은 것이 없다는 사실을 깨닫게 될 것이다.… 역량을 갖고 있지 않았더라면 그 기회도 호기가 되지는 않았을 것이다.
- 사람의 운이 좋고 나쁘고는 시대에 맞추어서 행동할 수 있느냐 없느냐에 달려 있다.
- 사람 위에 서는 자는 인간적인 성질과 야수적인 성질을 다 같이 배울 필요가 있다.
- 사람이 하는 일은 그 동기가 아니라 결과로 판정돼야 한다.
- 진정한 지도자는 운명의 바람과 물결의 전환에 따라 방향을 변경할 수 있는 마음의 준비가 항상 되어 있어야 한다.
- 사랑받는것보다는 두려움을 불러일으키는 것이 더 안전하다. 인간은 두려움을 불러일으키는 자보다 사랑을 베푸는 자를 헤칠때 덜 망설이기 때문이다.
- 인간들이란 다정하게 대해주거나 아니면 아예 짓밟아 뭉개버려야 한다.인간은 작은 피해를 받아을때는 어떻게든 보복하려고 하지만 큰 피해를 받았을때는 감히 보복할 엄두조차 내지 못하기 때문이다.
- 군주는 약속을 지키는 것이 불리할때는 약속을 지키지 말아야 한다.
- 군주는 유능한 거짓말쟁이여야 한다.
- 도움을 얻고자 하는 집단이 부패해 있다면 부패한 행동을 해야만 그들을 만족시킬 수 있다.
- 선만 가지고는 결코 백성들을 다스릴수 없다는 사실을 명심해야 한다.
- 국가의 번영과 발전을 위한 악행은 필요할 뿐만 아니라 오히려 정당하다.
- 힘이 없는 선은 악보다도 못하다.
- 악행은 단번에 저질러야 하고 선행은 오랜 기간을 두고 조금씩 베풀어야 한다.

## 저작
메디치가의 군주에게 바친 《군주론(Il Principe)》과 《정략론》《로마사 논고》 등이 유명하다. 이 주저를 모두 가로지르는 그의 정치사상의 핵심은 바로 주권자의 자율성이다.로마사논고와 군주론은 공화주의와 군주주의의 양극단이 드러나는 저서로 엇갈린 평가를 받고 그 실체에 대해서는 학술적으로 논란이 있다. 희곡 <만드라 골라(La Mandragola)>는 이탈리아 연극 사상 중요한 위치를 차지하는 걸작이다.

### 한국어로 번역된 저서
- 군주론 다수의 번역 존재
- 정략론
- 피렌체의 역사를 정리한 피렌체사
- 로마사 논고(리비우스의 로마사를 읽고 쓴 논문집), 강정인/안선재 옮김, 2003, 한길사(한국학술진흥재단 학술명저번역총서 서양편에 포함)

## 다른 작품 속에서의 니콜로 마키아벨리
유비소프트사의 게임 '어쌔신크리드2',그리고 후속작인 '어쌔신 크리드: 브라더후드'에 주인공 에치오의 조력자로 등장한다.